# Geodezja inżynieryjno-przemysłowa
Geodezja inżynieryjno-przemysłowa – zakres działań geodezji, który jest związany z projektowaniem, obsługą i eksploatacją obiektów budowlanych. Dział geodezji zajmujący się projektowaniem pomiarów przy budowie i w czasie eksploatacji budynku.
Geodezja inżynieryjno-przemysłowa według klasyfikacji dziedzin i obiektów:
- geodezja kolejowa,
- geodezja w budownictwie wodnym,
- geodezja w budowie maszyn i urządzeń,
- geodezja w tyczeniu tras komunikacyjnych,
- geodezja tunelowa,
- geodezja górnicza.